# جيمي كاليب
جيمي كاليب (بالإنجليزية: Jamie Caleb)‏ هو لاعب كرة قدم أمريكية أمريكي، ولد في 29 أكتوبر 1936 في Calhoun, Louisiana ‏ في الولايات المتحدة.

## وصلات خارجية
- جيمي كاليب على موقع مرجع كرة القدم المحترفة.كوم (الإنجليزية)
- جيمي كاليب على موقع JustSportsStats.com (الإنجليزية)